# ProLogic Music
ProLogic Music – polska wytwórnia płytowa, założona w 2007 roku przez Huberta Jasińskiego. Firma jest częścią koncernu Sony Music Entertainment Poland.

## O firmie
Firma jest częścią wytwórni Sony Music Entertainment Poland i zajmuje się szeroko pojętą muzyką klubową, w szczególności gatunkami Trance, House, Progressive. Jest polskim przedstawicielem największych wytwórni kojarzonych z muzyką elektroniczną: Armada Music, Black Hole Recordings, Anjunabeats, Vandit Records, Euphonic Records oraz Be Yourself Music. ProLogic Music oprócz działalności wydawniczej zajmuje się również managementem, bookingiem artystów oraz organizacją imprez masowych. ProLogic Music ma w swoim katalogu największe gwiazdy sceny EDM, wśród których m.in. Armin van Buuren, Paul Oakenfold, Above & Beyond, Chicane, Markus Schulz czy Paul van Dyk. Do najważniejszych tytułów wydawanych przez ProLogic Music należą serie kompilacji „A State Of Trance”, „Anjunabeats Volume”, „Armada Lounge” oraz seria „miejskich” kompilacji Markusa Schulza. Wytwórnia współpracuje również z największymi polskimi agencjami eventowymi, wydając oficjalne płyty sygnowane nazwami słynnych festiwali organizowanych w Polsce takich jak Global Gathering, Godskitchen, enTrance, enHouse czy Sunrise Festival.

## Największe sukcesy
- 2010: podczas letniego Sunset Music Awards wytwórnia otrzymała nagrodę w kategorii „Najlepszy Polski Label”[1]
- 2010: Armin van Buuren – Mirage (złota płyta)[2]
- 2011: Armin van Buuren – Armin Only Mirage (złota płyta DVD)[3]
- 2013: Armin van Buuren – Intense (złota płyta)[4]

## Artyści
- Above & Beyond
- Airscape
- Alex M.O.R.P.H.
- Allure
- Aly & Fila
- Andy Duguid
- Andy Moor
- Armin van Buuren
- Arnej
- Arty
- Blake Jarrell
- BT
- Cerf, Mitiska & Jaren
- Chicane
- Cosmic Gate
- Dabruck & Klein
- Daniel Kandi
- Dash Berlin
- Ferry Corsten
- Filo & Peri
- First State
- Gabriel & Dresden
- Gareth Emery
- Giuseppe Ottaviani
- James Grant
- Jaytech
- Jennifer Rene
- John O’Callaghan
- Julie Thompson
- Kyau & Albert
- Lange
- Laurent Wolf
- M.I.K.E.
- Marco V
- Markus Schulz
- Mat Zo
- Max Graham
- Michael Cassette
- Mischa Daniels
- Nitrous Oxide
- OceanLab
- Orjan Nilsen
- Paul Oakenfold
- Paul van Dyk
- Pedro Del Mar
- Push
- Rank 1
- Richard Durand
- Robert Nickson
- Robbie Rivera
- Sunlounger
- Ronski Speed
- Sean Tyas
- Signum
- Simon & Shaker
- Solarstone
- StoneBridge
- Super8 & Tab
- Susana
- Tiddey
- Way Out West
- Winter Kills